# والنتینو هولنکووا
والنتینو هولنکووا (انگلیسی: Valentyna Holenkova؛ زادهٔ ۷ مهٔ ۱۹۹۲) ژیمناست هنری، و ژیمناست اهل اوکراین است.